# Sickelcellanemi
Sickelcellanemi (engelska: sickle-cell anemia) är en genetisk sjukdom som huvudsakligen drabbar personer med härstamning från Afrika eller Västindien. Namnet kommer av att de röda blodkropparna (erytrocyterna) ser ut som skäror (engelska: sickle), istället för att ha sin normalt runda form.

## Orsaker och förekomst
Sjukdomen beror på en mutation som främst drabbar personer med afrikanskt ursprung, och (om än sällsynt) befolkning vid Medelhavet. Den heterozygota formen ger en viss motståndskraft mot malaria, och därför har den muterade genen levt kvar bland befolkningen i områden där malaria är vanligt förekommande.
1956 visade Vernon Ingram att sjukdomen beror på en punktmutation i genen för hemoglobin på kromosom nummer 11. Aminosyran nummer 6 är utbytt från glutaminsyra till valin. Förändringen gör att hemoglobinmolekylerna inne i erytrocyten klibbar ihop med varandra och bildar långa trådar när syre inte är bundet. Detta leder till att de röda blodkropparna blir mindre dynamiska och formbara, vilket i sin tur leder till att de allra minsta blodkärlen riskerar att täppas till av mikroskopiska blodproppar. Följden blir otillräcklig blodtillförsel (ischemi) i många organ.
Sjukdomen är recessiv, det vill säga anlagen måste nedärvas från båda föräldrarna för att sjukdomen ska bryta ut.

## Förlopp
Den typiska formen hos erytrocyten gör att den blir extra känslig för att förstöras i mjälten. Då patienten kommer att lida brist på erytrocyter uppstår blodbrist. Sjukdomen leder till allvarliga komplikationer i flera olika organ och organsystem.
Formen på cellen gör även att risken för venocklusion (sickelcellkris) ökar på grund av att cellerna "fastnar" i kärlväggen och byggs upp ungefär som en trombos, vilket kan ge smärtor i det påverkade området.

## Behandling
En grundpelare i behandlingen är Hydroxyurea som skiftar produktionen av hemoglobin till HbF och bort från HbS. För övrigt är behandlingen supportiv och inriktar sig på att förhindra och behandla komplikationer. För vissa patienter kan livslång behandling med blodtransfusion vara relevant.